# Герой (фільм, 1992)
«Герой» (англ. Hero) — американська трагікомедія 1992 року британського режисера Стівена Фрірз. У Великій Британії, Ірландії та Австралії демонструвалася під назвою «Випадковий герой» (англ. Accidental Hero).

## Сюжет
Берні Лапланте, дрібний злочинець, випадково рятує понад 50 пасажирів літака, що зробив аварійну посадку. Серед врятованих виявилася репортер Гейл Гейлі, у якої під час рятування Берні встигає поцупити сумочку з гаманцем і її репортерською нагородою. Після цього його машина ламається, і до дому його підвозить безхатченко Джон Баббер, якому Берні розповідає про нічну пригоду і віддає свій черевик, бо другий загубив біля літака.
Гейлі намагається з'ясувати, хто такий цей невідомий рятівник. Дік, директор відділу новин Каналу 4, заради екслюзивного репортажу пропонує загадковому «Ангелу рейсу 104» 1 мільйон доларів. Але Берні не може заявити про себе, бо потрапив у в'язницю при спробі збуту крадених з літака платіжних карток. Замість нього по гроші приходить Джон Баббер, демонструючи вцілілий черевик. Коли Берні намагається викрити самозванця, йому ніхто не вірить, бо він ніяк не схожий на героя, а Баббер виявляється порядною людиною, яка використовує славу, що звалилася на нього, на користь безхатченкам і хворим. Але в той же час Баббер відчуває великий внутрішній психологічний тиск через приховану правду і те, наскільки він надихнув людей стати кращими.
Гейлі знаходить у квартирі Берні свою репортерську нагороду і робить висновок, що Джон Баббер, проявивши хвилинну слабкість, вкрав її речі з літака, продав їх Берні, який тепер і шантажує Джона. Вона погрожує викрити Берні і засадити його у в'язницю якнайдовше. В цей час домогосподар Вінстон повідомляє, що Джон хоче покінчити життя самогубством. Гейлі, прихопивши з собою Берні, прямує до готелю, на уступі якого стоїть Джон. Вона вимагає, щоб Берні вибачився перед Джоном. Берні, вийшовши на уступ, переконує Джона не розчаровувати людей, розповівши правду, а залишитися героєм, задовольнивши Берні певною сумою для оплати навчання сина та покриття боргів Берні перед деякими людьми. Коли вони вже домовилися, Берні ледь не падає з уступу, але Джон рятує його, здійснивши справді геройський вчинок.
Гейлі здогадується, що це Берні був справжнім нічним рятівником, але він наполягає, що то був Джон, який погоджується і далі виконувати роботу героя.

## У ролях
| Актор              | Роль                                |
| ------------------ | ----------------------------------- |
| Дастін Гоффман     | Берні Лапланте                      |
| Джина Девіс        | репортер Гейл Гейлі                 |
| Енді Гарсія        | Джон Баббер                         |
| Джоан К'юсак       | колишня дружина Берні Евелін        |
| Джеймс Мадіо       | син Берні Джо                       |
| Кевін О'Коннор     | оператор Чакі                       |
| Морі Чайкін        | Вінстон                             |
| Стівен Тоболовськи | Джеймс Воллес                       |
| Том Арнольд        | Чік                                 |
| Деніел Болдвін     | пожежник Дейтон                     |
| С'юзі К'юсак       | адвокат Донна О'Дей                 |
| Едвард Германн     | мільйонер-самогубець                |
| Чеві Чейз          | директор відділу новин Каналу 4 Дік |

## Критика
На Rotten Tomatoes фільм отримав оцінку 67% на основі 21 відгука від критиків і 50% від більш ніж 10 000 глядачів.